# إيفو غونسالفيس
إيفو غونسالفيس هو لاعب كرة قدم برتغالي في مركز حراسة المرمى، ولد في 6 مايو 1984 في شلب في البرتغال. لعب مع فيتوريا سيتوبال.

## وصلات خارجية
- إيفو غونسالفيس على موقع قاعدة بيانات كرة القدم.إي يو (الإنجليزية)
- إيفو غونسالفيس على موقع ليكيب (الفرنسية)
- إيفو غونسالفيس على موقع Soccerway.com (الإنجليزية)